# ティン・マシーンII
『ティン・マシーンII』（Tin Machine II）は、イギリスのロックバンド、ティン・マシーンの2枚目のアルバム。
1991年9月2日にヴィクトリー・ミュージックよりリリースされた。

## 解説
結果的にはティン・マシーンにとって最後のスタジオ・アルバムとなった。イギリスでは、「ユー・ビロング・イン・ロックン・ロール」（全英33位）と「ベイビー・ユニヴァーサル」（全英48位）がシングル・カットされた。「イフ・ゼア・イズ・サムシング」は、ロキシー・ミュージックのアルバム『ロキシー・ミュージック』（1972年）収録曲のカヴァーである。
本国イギリスのチャートでは最高23位、アメリカにおいては100位以内にすらチャートインせず、商業的には失敗に終わった。

## 収録曲
1. ベイビー・ユニヴァーサル - "Baby Universal" (3:19)
2. ワン・ショット - "One Shot" (5:11)
3. ユー・ビロング・イン・ロックン・ロール - "You Belong in Rock'n Roll" (4:07)
4. イフ・ゼア・イズ・サムシング - "If There is Something" (4:45)
5. アムラプーラ - "Amlapura" (3:46)
6. ベティ・ロング - "Betty Wrong" (3:47)
7. ユー・キャント・トーク - "You Can't Talk" (3:09)
8. ステイトサイド - "Stateside" (5:38)
9. ショッピング・フォー・ガールズ - "Shopping For Girls" (3:43)
10. ア・ビッグ・ハート - "A Big Hurt" (3:39)
11. ソーリー - "Sorry" (3:38)
12. グッバイ・ミスター・エド - "Goodbye Mr.Ed" (4:23)

## 参加ミュージシャン
- デヴィッド・ボウイ - ボーカル、ギター、サックス
- リーヴス・ガブレルス - リードギター、オルガン
- トニー・セイルス - ベース、ボーカル
- ハント・セイルス - ドラムス、パーカッション、ボーカル

サポート・メンバー
- ティム・パーマー - パーカッション、ピアノ
- ケヴィン・アームストロング - ギター、ピアノ